# Løgting
El Løgting, pronunciat [ˈlœktɪŋɡ] en feroès, és el parlament unicameral autònom de les illes Fèroe. El componen 33 membres, escollits per a un mandat de 4 anys. El Løgting té la seu a Tórshavn, la capital de l'arxipèlag, a l'anomenada Casa del Løgting (Løgtingshúsið), un edifici de fusta construït el 1856. El Løgtingshúsið es troba actualment al centre de Tórshavn, just al costat d'un edifici modern que serveix d'oficines del parlament.
El seu nom significa literalment "assemblea legal", i prové del nòrdic antic lǫgþing. És un dels parlaments en actiu més antics del món, juntament a l'Alþingi d'Islàndia i el Tynwald de l'illa de Man.

## Història
Víquings

Hi ha evidències que les Fèroe ja estaven habitades el 650. Aquest primers habitants però, que eren d'ascendència celta, van ser expulsats pels colonitzadors nòrdics cap el 825. La societat feroesa de l'Edat Mitjana era similar a la dels vikings i a la d'altres poblacions escandinaves, sobretot tot el que fa referència a la legislació.

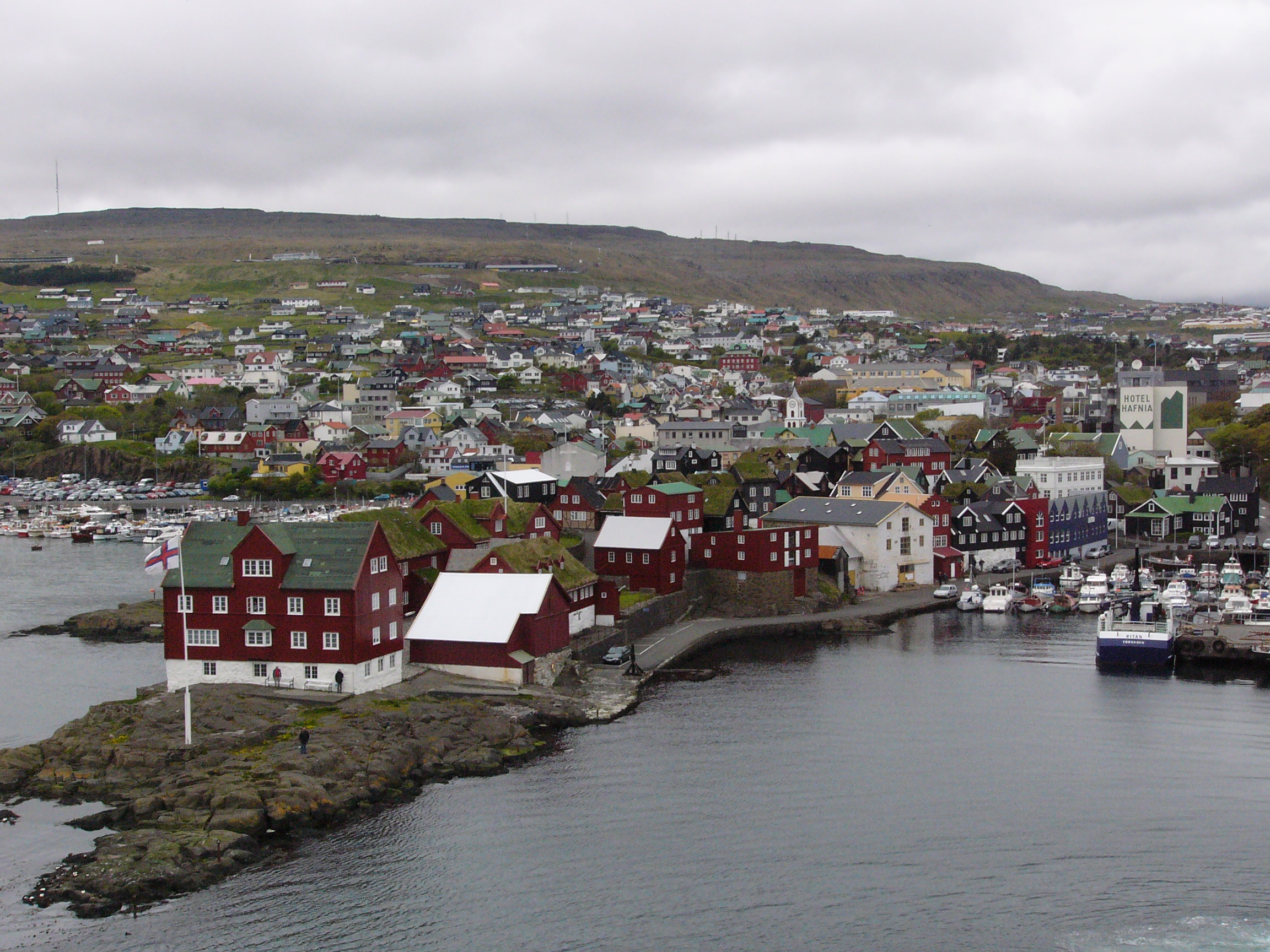
Roca de Tinganes, lloc de reunió originari del Løgting

El parlament feroès surt mencionat per primera vegada a la saga dels feroesos (Føroyingasøga), quan els caps tribals Sigmundur Brestisson i Tróndur í Gøtu es van reunir en assemblea. Malgrat tot, i tenint en compte que l'assemblea es reunia cada any, es força probable que es tracti d'una institució més antiga. L'establiment del Ting a la roca de Tinganes segurament es remunti als orígens de la colonització nòrdica de les illes a principis del segle ix.
Aquest primerenc parlament feroès també se'l coneixia amb el nom de l'assemblea dels "millors homes de les Fèroe", ja que estava composta per ramaders rics. Les Illes Fèroe constituïen en aquell moment una mena de república amb una població de prop de 4.000 persones i 60.000 ovelles. El president del ting era el Løgsøgumaður, que no tenia dret a vot. L'edat dels vikings a les Fèroe va acabar el 1035, quan Tróndur í Gōtu va morir i Leivur Øssursson (gendre de Sigmundur Brestisson) es va convertir en súbdit del rei Magnus I de Noruega. Tanmateix, els feroesos es van mantenir com una societat autònoma.
Noruecs
L'estatus de les Illes Fèroe va canviar amb el rei Magnus VI de Noruega, quan hi va introduir el Landslog noruec (Llei de la terra o del sòl) el 1274. En aquell moment el parlament feroès es va convertir en una assemblea de representants de 6 vártings locals, amb només autoritat judicial. D'aquesta organització s'anomenava lǫgþing en nòrdic antic. El seu president, el Løgmaður, tenia atribucions judicials, i va passar a ser nomenat directament pel rei. Els membres del consell s'anomenaven Løgrættumenn (que es podria traduir per "jurats"), nomenats pel representant del Rei (provost) a les Illes Fèroe.

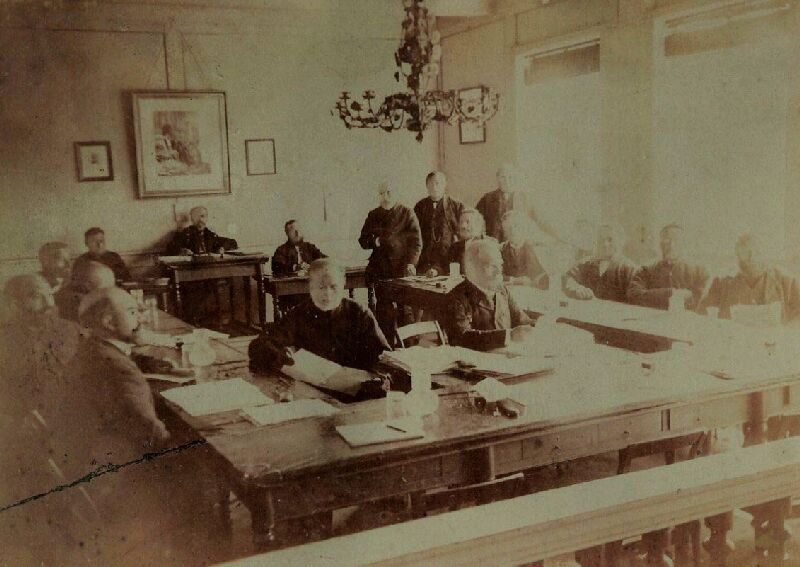
El Løgting reunit vers el 1897. És la fotografia més antiga coneguda del Løgting.

El 24 de juny de 1298 les Illes Fèroe van redactar una primera forma de constitució, la Seyðabrævið ("Carta de l'ovella", que regulava la cria d'ovelles). Es tracta del document més antic de les Fèroe conservat avui.
Pels volts de 1380 les Illes Fèroe, juntament amb Noruega, es trobaven sota domini del tron danès. Tanmateix les illes van conservar el seu estatus especial, el løgting va preservar certa influència en la legislatura i l'administració de l'arxipèlag fins a la introducció de la monarquia absoluta el 1660 amb Frederic III. A partir d'aquesta data, la influència i l'autoritat del Løgting es va veure progressivament reduïda fins que va ser finalment suprimit el 1816. L'autoritat judicial del løgting va ser transferida al nou Tribunal de les Illes Fèroe.
Danesos

L'any 1849 Dinamarca va aprovar una constitució democràtica que va significar el final definitiu de l'estatus especial que les Fèroe havien mantingut dins del regne de Dinamarca. Aquesta nova situació es va promulgar sense tenir en compte l'opinió dels feroesos, molts dels quals desitjaven que es restablís el løgting. Entre els que van fer campanya pels drets polítics de les Illes Fèroe va ser Niels Winther (1822-1892). Amb la llei del 23 de març de 1852, es va reconstituir el løgting feroès, tot i que com a òrgan consultiu, no com a assemblea legislativa. El nou løgting reinstaurat va celebrar la seva primera assemblea l'Ólavsøka de 1852, i va fer reviure les tradicions de l'antiga institució abolida el 1816.

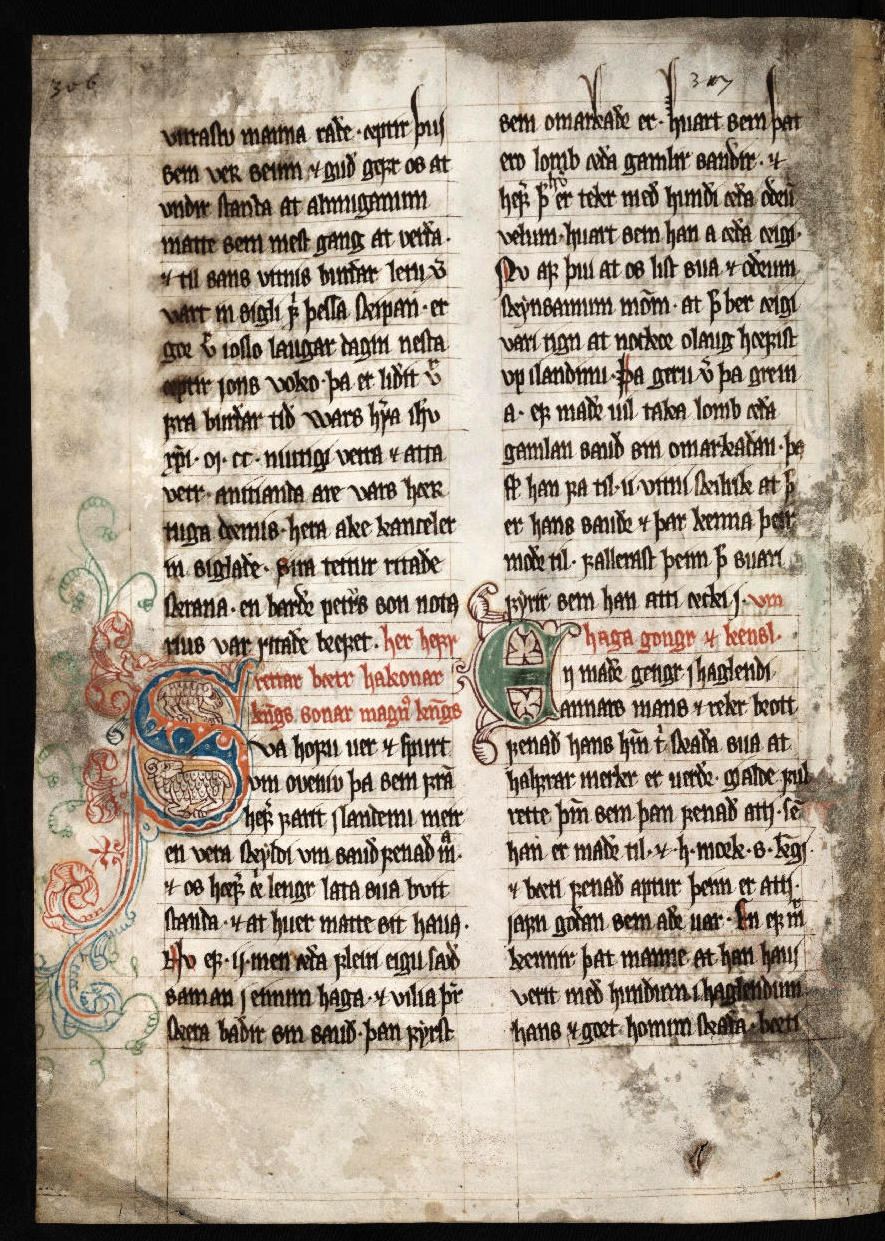
Seyðabrævið, la "carta de l'ovella", és el document més antic de les Illes Fèroe. Escrit en nòrdic antic, està datat el 24 de juny de 1298.

Des de la restauració del parlament feroès el 1852, l'Amtmaður, el màxim representant del govern danès a les illes, era ex officio el president del Løgting. Tanmateix, això va canviar el 1923, quan el president va passar a ser elegit pels membres del propi Løgting. Des de 1927 els protocols del Løgting estan escrits en feroès, i el 1935 es va autoritzar al Løgting imposar impostos.
Durant la II Guerra Mundial, el 12 d'abril de 1940, l'exèrcit britànic va ocupar les illes Fèroe i es van interrompre les relacions amb Dinamarca. En aquest període les illes van formar govern i va actuar com una assemblea legislativa. Quan es va acabar la guerra cap dels partits polítics estava disposat a tornar a la situació anterior. L'independentisme feroès havia trobat el seu aglutinador amb el recentment creat Fólkaflokkurin i finalment es va pactar una votació on els feroesos podien escollir entre romandre a Dinamarca o separar-se'n. La votació celebrada el 14 de setembre de 1946 va obtenir un resultat molt ajustat a favor de la independència, per nomes 161 vots de diferència (48,7% a favor de la secessió, 47,2% en contra, 4,1% en blanc o nuls). Tot i així el resultat no es va considerar vinculant.
Tanmateix, la majoria de la coalició republicana al parlament va interpretar que la voluntat del poble feroès era separar-se de Dinamarca i va començar el procés de secessió amb l'establiment d'òrgans de govern independents. El Govern de Dinamarca va impugnar la legalitat d'aquest procés i el 25 de setembre de 1946 el rei de Dinamarca va dissoldre el parlament de les Fèroe i va convocar unes noves eleccions a les illes per a uns mesos més tard. El resultat d'aquestes noves eleccions van donar una majoria significativa de 2.000 vots per als partits favorables a la unió amb Dinamarca. La nova coalició unionista va aprovar no independitzar les Fèroe de Dinamarca, però a canvi es va aconseguir la signatura d'una llei d'autonomia que va entrar en vigor l'1 d'abril de 1948.
El 1995 es va aprovar un nou estatut per a les illes Fèroe que va modernitzar l'estructura i les funcions del Løgting.

## Parlament actual

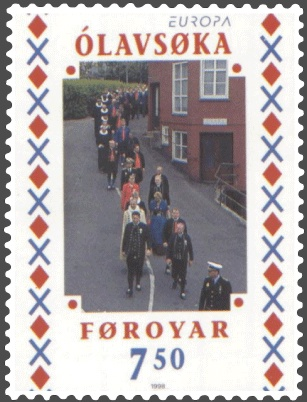
Imatge del skrúðgonga, la processó anual que fan les autoritats des de la casa del Løgting a la Catedral, i de la catedral després altre cop de tornada.

Actualment el Løgting està compost d'una circumscripció amb 33 diputats, elegits per a un període de quatre anys, entre els quals s'escull el Primer Ministre (Løgmaður). La celebració de la primera sessió del parlament va acompanyada d'una cerimònia tradicional que se celebra el dia de sant Olaf (ólavsøka). El dia 29 de juliol els membres del Løgting, els ministres (landsstýrismenn), l'Alt Comissionat de Dinamarca (ríkisumboðsmaður) i els funcionaris de major nivell recorren en processó el camí que va des del parlament a la Catedral (Havnar kirkja). Després de la missa, la comitiva torna a l'edifici del Løgting per a començar la seva sessió d'obertura. El Primer Ministre fa el seu discurs del Día de San Olaf, en el qual detalla l'estat de la nació, el debat posterior del qual és el més important, ja que s'hi voten els pressupostos, juntament amb uns altres 100-150 temes.
Els protocols del Løgting es conserven a l'Arxiu Nacional de Tórshavn. Abasten un període que va des del 1298 fins a l'actualitat. Cal destacar que pocs parlaments han conservat els seus documents des de tan antic i amb la continuïtat del de les illes Fèroe.

## Resultats des del 1906
El 1906 es van fundar els dos primers partits polítics a les Illes Fèroe: el Partit Unionista i el Partit de l'Autogovern. Tot i que el Partit de l'Autogovern ha perdut pes des de la fi de la Segona Guerra Mundial, el Partit Unionista encara es troba entre els quatre grans partits feroesos, dels quals cadascun treu al voltant del 20% dels vots, juntament amb el Partit Socialdemòcrata, el Partit del Poble i el Partit Republicà. Qualsevol coalició entre aquests quatre partits és plausible menys una que aliés el Partit Unionista i el Republicà.
L'escena política feroesa no només es defineix amb paràmetres d'esquerra i dreta, ja que també té el debat entre els partidaris de la unió amb el Regne de Dinamarca i els que se'n volen independitzar. El Partit Republicà és partidari de la independència de Dinamarca i proposa una república independent per a les Illes Fèroe. Es defineixen d'esquerres i sovint es comparen amb els partits socialistes d'altres països. El Partit del Poble és conservador i també defensa la independència.
D'altra banda hi ha el Partit Socialdemòcrata. També es defineixen d'esquerres, però tenen una postura moderada sobre la qüestió de la independència.
El Partit Unionista és la contrapartida del Partit Republicà. Classificats com a liberals, són monàrquics i no volen la independència de les Fèroe.

### Codi de partits
| A | Partit del Poble       | F | Progrés                                                 | K | Crossbench / Partit Alegre                               |
| B | Partit Unionista       | G | is                                                      | L | Partit del Progrés (1988), Partit dels Estudiants (2008) |
| C | Partit Socialdemòcrata | H | Partit de Centre / Unió dels Treballadors (1994 i 1998) | M | Unió de la Llibertat                                     |
| D | Partit de l'Autogovern | I | Partit de l'Empresa                                     | N | Partit Social Separatista                                |
| E | Partit Republicà       | J | Partit Separatista                                      | O | Partit Feroès                                            |

### Historial de resultats
| Data             | A    | B    | C    | D    | E    | F   | G   | H   | I   | J   | K    | L   | M   | N   | O   |
| ---------------- | ---- | ---- | ---- | ---- | ---- | --- | --- | --- | --- | --- | ---- | --- | --- | --- | --- |
| 18 juliol 1906   |      | 62.4 |      | 37.6 |      |     |     |     |     |     |      |     |     |     |     |
| 2 febrer 1908    |      | 66.1 |      | 33.9 |      |     |     |     |     |     |      |     |     |     |     |
| 12 febrer 1910   |      | 72.3 |      | 24.3 |      |     |     |     |     |     | 3.4  |     |     |     |     |
| 2 febrer 1912    |      | 52.3 |      | 41.6 |      |     |     |     |     |     | 6.0  |     |     |     |     |
| 2 febrer 1914    |      | 52.8 |      | 47.2 |      |     |     |     |     |     |      |     |     |     |     |
| 28 febrer 1916   |      | 37.9 |      | 51.7 |      |     |     |     |     |     | 10.4 |     |     |     |     |
| 24 abril 1918    |      | 50.3 |      | 49.7 |      |     |     |     |     |     |      |     |     |     |     |
| 10 novembre 1920 |      | 58.4 |      | 41.6 |      |     |     |     |     |     |      |     |     |     |     |
| 22 gener 1924    |      | 58.7 |      | 39.1 |      |     |     |     |     |     | 2.2  |     |     |     |     |
| 23 gener 1928    |      | 46.1 | 10.6 | 42.3 |      |     |     |     |     |     | 1.0  |     |     |     |     |
| 19 gener 1932    |      | 50.1 | 10.5 | 37.3 |      |     |     |     |     | 0.2 | 1.8  |     |     |     |     |
| 28 gener 1936    |      | 33.7 | 24.0 | 34.2 |      |     |     |     | 8.1 |     |      |     |     |     |     |
| 30 gener 1940    | 24.7 | 32.3 | 23.9 | 16.2 |      |     |     |     |     | 1.6 | 1.3  |     |     |     |     |
| 24 agost 1943    | 41.5 | 28.3 | 19.9 | 10.4 |      |     |     |     |     |     |      |     |     |     |     |
| 6 novembre 1945  | 43.4 | 24.4 | 22.8 | 9.4  |      |     |     |     |     |     |      |     |     |     |     |
| 8 novembre 1946  | 40.9 | 28.7 | 28.1 |      |      |     |     |     |     |     | 2.3  |     |     |     |     |
| 8 novembre 1950  | 32.3 | 27.3 | 22.4 | 8.2  | 9.8  |     |     |     |     |     |      |     |     |     |     |
| 8 novembre 1954  | 20.9 | 26.0 | 19.8 | 7.1  | 23.8 |     |     |     |     |     | 2.5  |     |     |     |     |
| 8 novembre 1958  | 17.8 | 23.7 | 25.8 | 5.9  | 23.9 | 2.9 |     |     |     |     |      |     |     |     |     |
| 8 novembre 1962  | 20.2 | 20.3 | 27.5 | 5.9  | 21.6 | 4.4 |     |     |     |     |      |     |     |     |     |
| 8 novembre 1966  | 21.6 | 23.7 | 27.0 | 4.9  | 20.0 | 2.8 |     |     |     |     |      |     |     |     |     |
| 7 novembre 1970  | 20.0 | 21.7 | 27.2 | 5.6  | 21.9 | 3.5 |     |     |     |     |      |     |     |     |     |
| 7 novembre 1974  | 20.5 | 19.1 | 25.8 | 7.2  | 22.5 | 2.5 |     |     |     |     | 2.5  |     |     |     |     |
| 7 novembre 1978  | 17.9 | 26.3 | 22.3 | 7.2  | 20.3 | 6.1 |     |     |     |     |      |     |     |     |     |
| 8 novembre 1980  | 18.9 | 23.9 | 21.7 | 8.4  | 19.0 | 8.2 |     |     |     |     |      |     |     |     |     |
| 8 novembre 1984  | 21.6 | 21.2 | 23.4 | 8.5  | 19.5 | 5.8 |     |     |     |     |      |     |     |     |     |
| 8 novembre 1988  | 23.2 | 21.2 | 21.6 | 7.1  | 19.2 | 5.2 |     |     |     |     | 0.0  | 2.1 |     |     |     |
| 17 novembre 1990 | 21.9 | 18.9 | 27.5 | 8.8  | 14.7 | 5.9 |     |     |     |     |      |     |     | 2.3 |     |
| 7 juliol 1994    | 16.0 | 23.4 | 15.3 | 5.6  | 13.7 | 6.3 |     | 5.8 | 9.5 |     |      |     | 1.9 |     | 2.4 |
| 30 abril 1998    | 21.3 | 18.1 | 21.9 | 7.6  | 23.8 | 2.5 |     | 4.1 | 0.8 |     |      |     |     |     |     |
| 30 abril 2002    | 20.8 | 26.0 | 20.9 | 4.4  | 23.7 |     |     | 4.2 |     |     |      |     |     |     |     |
| 20 gener 2004    | 20.6 | 23.7 | 21.8 | 4.6  | 21.7 |     |     | 5.2 |     |     | 2.4  |     |     |     |     |
| 19 gener 2008    | 20.1 | 21.0 | 19.3 | 7.2  | 23.3 |     |     | 8.4 |     |     |      | 0.7 |     |     |     |
| 29 octubre 2011  | 22.5 | 24.7 | 17.8 | 4.2  | 18.3 | 6.3 |     | 6.2 |     |     |      |     |     |     |     |
| 1 setembre 2015  | 18.9 | 18.7 | 25.1 | 4.1  | 20.7 | 7.0 |     | 5.5 |     |     |      |     |     |     |     |
| 31 agost 2019    | 24,5 | 20,3 | 22,1 | 3,4  | 18,1 | 4,6 |     | 5,4 |     |     | 0,9  | 0,5 |     |     |     |
| 8 desembre 2022  | 18.9 | 20.0 | 26.6 | 2.7  | 17.7 | 7.5 | 6.6 |     |     |     |      |     |     |     |     |
| Data             | A    | B    | C    | D    | E    | F   | G   | H   | I   | J   | K    | L   | M   | N   | O   |

## Darrers resultats (legislatura 2022-2026)
Les eleccions celebrades el 31 d'agost de 2019 el partir més votat va ser el Partit del Poble amb el 24.5% dels sufragis. Els partits que formaven part del govern anterior van perdre vots i escons. Aquells resultats van acabar amb una coalició de govern conformada pel Partit unionista, el Partit del Poble i el Partit de Centre, amb Bárður á Steig Nielsen, dels unionistes, com a Løgmaður. 

Resultat de les darreres eleccions per municipis.

Les darreres eleccions celebrades a l'arxipèlag, el 8 de desembre de 2022, Van donar com a guanyador el Partit de la Igualtat (socialdemòcrates) amb més de nou mil vots, que van correspondre a 9 escons, dos més que a les eleccions anteriors. En canvi, els membres del govern, el Partit Unionista i el Partit de Centre, van tenir pèrdues en el suport dels votants, especialment el Partit del Centre que va perdre dos escons. Entre els partits amb menor votació cal destacar a Progrés, que va aconseguir un escó més que a les eleccions anteriors, i el Partit de l'Autogovern, que va perdre el seu únic parlamentari.
El dia de l'elecció, Aksel V. Johannesen, el líder el partit guanyador, va anunciar que podria pactar per formar govern tant amb el partit Repúblicà (independentistes) com amb el Partit Unionista, que era al govern fins aquell moment. Finalment, el 21 de desembre es va arribar a un acord que establia un govern de coalició entre el Partit de la Igualtat, el Republicà i Progrés; en conjunt tenien 18 dels 33 escons del parlament. L'endemà es va anunciar públicament que el govern estaria conformat per nou membres i seria liderat per Aksel V. Johannesen.
Una de les primeres mesures anunciades pel nou govern va ser la retallada de la subvenció que reben de Dinamarca en 25 milions de corones daneses anuals, amb l'objectiu de fer-se menys dependents.
| Partits                         | Partits                         | Vots   | +/−    | %     | +/−   | Escons | +/− |
| ------------------------------- | ------------------------------- | ------ | ------ | ----- | ----- | ------ | --- |
|                                 | Partit Socialdemòcrata          | 9,094  | +1614  | 26.58 | +4.48 | 9      | +2  |
|                                 | Partit Unionista                | 6,834  | -40    | 19.98 | -0.92 | 7      | =   |
|                                 | Partit del Poble                | 6,473  | -1817  | 18.92 | -5.58 | 6      | -2  |
|                                 | Partit Republicà                | 6,057  | -70    | 17.71 | -0.39 | 6      | =   |
|                                 | Progrés                         | 2,571  | +1412  | 7.52  | +2.92 | 3      | +1  |
|                                 | Partit de Centre                | 2,242  | +427   | 6.55  | -1.15 | 2      | =   |
|                                 | Nou Autogovern                  | 938    | -219   | 2.74  | -0.66 | 0      | -1  |
| Total (participació del 88.05%) | Total (participació del 88.05%) | 34,209 | -3,618 |       |       |        |     |